# Wind fence
A Wind Fence é o nome dado a uma barreira para controlar a velocidade do vento. Sua fabricação é composta, geralmente, por uma estrutura metálica fechada por telas de polipropileno. Seu tamanho varia conforme a utilização: pode ser pequena e dobrável para ser levada em um acampamento ou medir dezenas de metros de altura. As Wind Fences “gigantes” estão sendo usadas e desenvolvidas por empresas de grande porte para servir como proteção ao meio ambiente, diminuindo a poeira que vem das pilhas de materiais, como por exemplo: minério de ferro, pellets de minério, carvão etc.
No Brasil, a primeira Wind Fence com aproximadamente 20 metros de altura, foi instalada pela empresa Vale em setembro de 2009 para reduzir a velocidade do vento e impedir que a poeira gerada pela movimentação das pelotas nos pátios de estocagem da Unidade de Tubarão seja lançada no ar. Através de pesquisas de controle e monitoramento ambiental, a Vale desenvolveu o equipamento considerando a incidência do vento na região da Grande Vitória, Estado do Espírito Santo, e pode resistir a ventos de até 120 km por hora.
Os estudos para avaliar a eficiência das Wind Fences que protegem o meio ambiente apontam que esse tipo de equipamento pode chegar a um nível de eficiência de 90% em termos de controle de emissão de poeira.